# Велимецька (Датинська) волость
Велимецька (Датинська) волость — адміністративно-територіальна одиниця Ковельського повіту Волинської губернії Російської імперії. Волосний центр — село Велимче. На межі ХІХ-ХХ ст. волосний центр було перенесено у село Датинь, волость перейменовано на Датинську. 
На межі ХІХ-ХХ ст. до волості увійшла у повному складі територія та поселення ліквідованої Нецівської волості, натомість село Видраниця відійшло до Гірниківської волості.
Станом на 1885 рік складалася з 7 поселень, 5 сільських громад. Населення — 5657 осіб (2811 чоловічої статі та 2846 — жіночої), 953 дворових господарства.
|                     | Площа, десятин | У тому числі орної, дес. |
| ------------------- | -------------- | ------------------------ |
| Сільських громад    | 11973          | 4203                     |
| Приватної власності | —              | —                        |
| Казенної власності  | 6              | —                        |
| Іншої власності     | 213            | 118                      |
| Загалом             | 12192          | 4321                     |

Основні поселення волості:
- Велимче — колишнє державне село при річці Турія; волосне правління  (за 41 версту від повітового міста), 1753 особи, 313 дворів, православна церква, школа, постоялий будинок, фруктовий сад відомства Міністерства Державних Маєтностей.
- Видраниця — колишнє державне село при річці Вижівка, 1357 осіб, 236 дворів, православна церква, школа, постоялий будинок.
- Датинь — колишнє державне село при річці Турія, 1196 осіб, 208 дворів, православна церква, школа, постоялий будинок.
- Замшани — колишнє державне село при річці Вижівка та озері Залюбань, 1190 осіб, 174 двори, православна церква, школа, поштова станція, постоялий будинок.

## Під владою Польщі
18 березня 1921 року Західна Волинь окупована Польщею. Волості було перетворено на ґміни, відповідно, адміністративна одиниця отримала назву ґміна Датинь. Волость входила до Ковельського повіту Волинського воєводства. Межі та склад колишньої волості збереглися, що й за Російської імперії та Української держави.
На 1936 рік ґміна складалася з 12 громад:
1. Датинь — село: Датинь та хутори: Боровиця, Бабська, Хмелище, Хутів, Чорнопінський, Чемир, Довганива, Гнилища, Каливиць, Кремениця, Крушина,Котяча, Липники, Лисик, Надий, Хниво, Гострий-Верх, Остривки, Пациха, Полоніз, Скашива, Визина, Ставок, Тараниха, Татарє, Толова, Урогу, Вуходиця, Велике Поле, Вохущина, Засвятиця, Захрада, Замох, Зарижжя і Запилля;
2. Дошне — село: Дошне та хутори: Дощениця, Кагановий, Колядинове, Онишковий і Полоницьке;
3. Комарове — село: Комарове та хутори: Биристке, Глинища, Мижигайки, Підбусла, Підглинне, Піддубенна, Підглибоке, Расавець, Велика Долина, Земник, Загатища, Заболоття і Заріка;
4. Мельці — село: Мельці та хутори: Мезелиськи і Підбродом;
5. Неці — село: Неці та хутори: Хвищів, Кривець, Осова, Підлисок, Полоня, Підкубаня, Підожинова, Вербки і Верхуське;
6. Підсинівка — село: Підсинівка та хутори: Добринича, Довга, Ялове, Язвинки, Ляшки, Ланки, Мала Зисинівка, Панські Пасіки, Пілля, Підгоріхове, Пасіки, Ставки, Став, Верховське, Залуг, Зарічка і Зачинок;
7. Соколищі — село: Соколищі та хутори: Гіркий Мед, Яма, Мокра,Осовиця Ровині, Турська і Замутвицьке;
8. Солов'єве — село: Солов'єве та хутори: Байкова Долина, Баянове, Хрести, Чисте, Гале Болото, Гора Загатиська, Коноплища, Клітищі, Ляшова Пасіка, Межинки, Вільшинка, Петрівське, Підгусте, Підлубки, Плоске, Російське, Слепетина, Вигін, Закругом, Заскочна, Загатища, Задолиння і Замалиння;
9. Синове — село: Синове та хутори: Болоцька, Дідів Острів, Каливиця, Кратень, Кримениця, Люцьке, Листя, Наддатинь, Потрудиниць, Плиса, Плав, Ривкове, Синиський Ліс, Сирний, Стежки, Стражники, Травна, Вирсивіське, Застав, Замгли, Залісиця, Жидівка і Підріччя;
10. Шкроби — село: Шкроби та хутори: Березина, Безброде, Боровика, Хороватниця, Денисівка,  Дубина, Дилем, Добринича, Кровища, Концьозра, Копишиве, Линища, Лисок, Мокра, Мале Нениве, Мазунова, Наголиське, Ненива, Ніцовське, Осова, Покорите, Подадриївка, Підпоїна, Покора, Римарський, Вистрів, Велике Поле, Загрині, Заглибоке, Зачинок, Задрид, Зайське, Запилі, Занавиз;
11. Велимче — село: Велимче та хутори: Демидівське, Граб, Цюприк, Груд, Кацко, Мачок, Перишеве, Подеші, Рогатенські, Шалавіве, Сова, Топилля, Велімче, Замох і Залисочі;
12. Замшани — село: Замшани та хутори: Багон Голуське, Борис, Березина, Безки, Чорноміща, Хочеве, Хмелища, Хмощове, Чорний Лід, Дубне, Датинь, Великі Дубини, Діброва, Дерт, Голиське, Глуська, Гора, Громоват, Горщок, Грушка, Ялинки, Курган, Корлинське, Кругла, Крива, Коровичі, Липини, Малі Дубини, Мшини, Мостоцьке, Мірини, Малий Переділ, Надія, Острів, Плишива, Підмиринки, Підкопилне, Підскрипець, Підхочення, Попівський Острів, Підріка, Підлісна, Підстилом, Підсередня, Рудня, Римці, Річка, Рутне, Річки, Секунське, Селишине, Слепетища, Став, Ставища, Середня, Соснова, Сіножатки, Скопці, Тхорів Багон, Вижинське, Вигони, Великий Переділ, Верешниця, Забересток, Залісся, Зарудня, Заболоття, Зелінка, Збища, Загір'я, Замгли, Залиське, Заїзі, Забродом, Зачорна і Залюбань.

Після радянської анексії західноукраїнських земель ґміна ліквідована у зв'язку з утворенням районів.